# Anastazy Dreszer
Anastazy Wilhelm Dreszer, również Anastasius Vitalis Dreszer (ur. 28 kwietnia 1845 w Kaliszu, zm. 2 czerwca 1907 w Halle) – niemiecki pianista, kompozytor i pedagog polskiego pochodzenia. Uczeń konserwatorium w Dreźnie, mieszkał w Paryżu i Berlinie. Kierował własną szkołą w Halle, gdzie objął także stanowisko Musikdirektor, autor m.in. oper "Valmoda" i "Frithjof" (wspólnie z Peterem Lohmannem).